# Шеманг (округ)
Шаблон:StateAbbr_ 42°08′ пн. ш. 76°46′ зх. д. / 42.14° пн. ш. 76.76° зх. д.
Округ Шеманґ (англ. Chemung County) — округ (графство) у штаті Нью-Йорк, США. Ідентифікатор округу 36015.

## Історія
Округ утворений 1836 року.

## Демографія
За даними перепису
2000 року
загальне населення округу становило 91070 осіб, зокрема міського населення було 67159, а сільського — 23911.
Серед мешканців округу чоловіків було 45000, а жінок — 46070. В окрузі було 35049 домогосподарств, 23280 родин, які мешкали в 37745 будинках.
Середній розмір родини становив 2,97.
Віковий розподіл населення поданий у таблиці:
| Стать    | До 15 років | 15-21 | 22-29 | 30-39 | 40-49 | 50-65 | 65-85 | Понад 85 |
| -------- | ----------- | ----- | ----- | ----- | ----- | ----- | ----- | -------- |
| Чоловіки | 9357        | 4492  | 4419  | 6911  | 7181  | 6991  | 5212  | 437      |
| Жінки    | 8855        | 4434  | 3800  | 6229  | 7047  | 7132  | 7292  | 1281     |

## Суміжні округи
- Скайлер — північ
- Томпкінс — північний схід
- Тайога — схід
- Бредфорд, Пенсільванія — південь
- Тайога, Пенсільванія — південний захід
- Стубен — захід

## Виноски
1. ↑  U.S. Decennial Census. United States Census Bureau. Архів оригіналу за 26 квітня 2015. Процитовано 3 січня 2015.
2. ↑  Historical Census Browser. University of Virginia Library. Архів оригіналу за 16 серпня 2012. Процитовано 3 січня 2015.
3. ↑  Population of Counties by Decennial Census: 1900 to 1990. United States Census Bureau. Архів оригіналу за 19 лютого 2015. Процитовано 3 січня 2015.
4. ↑  Census 2000 PHC-T-4. Ranking Tables for Counties: 1990 and 2000 (PDF). United States Census Bureau. Архів оригіналу (PDF) за 18 грудня 2014. Процитовано 3 січня 2015.
5. ↑  State & County QuickFacts. United States Census Bureau. Архів оригіналу за 8 липня 2011. Процитовано 11 жовтня 2013. [Архівовано 2011-06-07 у Wayback Machine.](англ.) Наведено за англійською вікіпедією.
6. ↑  American FactFinder. Бюро перепису населення США. Архів оригіналу за 26 лютого 2012. Процитовано 31 січня 2008. [Архівовано 2008-05-21 у Wayback Machine.]

| США | Це незавершена стаття з географії США. Ви можете допомогти проєкту, виправивши або дописавши її. |